# Crete (Illinois)
Pour les articles homonymes, voir crete.
Crete est une ville des États-Unis, située dans le comté de Will et l'État de l'Illinois.      

## Géographie

### Démographie
Selon les données du Bureau de recensement des États-Unis, Crete était peuplée de 7 346 habitants en 2000.